# Joelija Rytsikava
Joelija Sjargejewna Rytsikava (Wit-Russisch: Юлія Сяргееўна Рыцікава; geboortenaam: Дурэйка; Doerejka) (Smarhon, 8 september 1986) is een Wit-Russisch voormalig professioneel basketbalspeler die uitkomt voor het nationale team van de Wit-Rusland.

## Carrière
Rytsikava begon haar carrière in 2000 bij RUOR Minsk. In 2005 stapte ze over naar Nadezjda Orenburg in Rusland. Het seizoen 2007/08 werd bijna volledig gemist vanwege een blessure. In 2008 ging Rytsikava naar Bjarezina-RCHOR Barysaw. In 2009 stapte ze over naar AZS Gorzów in Polen. Met die club werd ze Landskampioen van Polen in 2010. In 2010 ging Rytsikava spelen voor Horizont Minsk. In 2011 stapte ze over naar Dinamo Koersk in Rusland. Met die club won ze de EuroCup Women in 2012 door in de finale Kayseri Kaski SK uit Turkije in twee wedstrijden te verslaan. In 2014 keerde ze weer terug naar Horizont Minsk. Met die club werd ze Landskampioen van Wit-Rusland en Bekerwinnaar van Wit-Rusland in 2016. In 2017 keerde Rytsikava terug bij AZS Gorzów. In 2019 ging ze spelen bij Horizont.
Met Wit-Rusland speelde Rytsikava op de Olympische Zomerspelen in 2016. Ook speelde ze op het het Wereldkampioenschap in 2010. Ook speelde ze op het Europees Kampioenschap van 2009, 2011, 2015 en 2017.

## Privé
Op 16 juli 2011, trouwde ze met Alexsem Rytsikov, en veranderde haar naam Doerejka in Rytsikava. Op 15 juli 2013 beviel ze van een zoon in Minsk.

## Erelijst
- Landskampioen Wit-Rusland: 1
  - Winnaar: 2016
  - Tweede: 2011
- Bekerwinnaar Wit-Rusland: 1
  - Winnaar: 2016
  - Runner-up: 2011
- Landskampioen Polen: 1
  - Winnaar: 2010
- EuroCup Women: 1
  - Winnaar: 2012